# 金成ハリストス正教会
金成ハリストス教会（かんなりハリストスせいきょうかい）は、宮城県栗原市金成にあるキリスト教（正教会）の教会である。聖使徒イオアン聖堂が有形文化財に指定されている。

## 沿革
当地は日本ハリストス正教会最初の受洗者である酒井篤礼の出身地。篤礼が函館で医業を営んでいた1868年（慶応4年）に土佐藩士澤辺琢磨らと共にロシアの宣教師ニコライより洗礼を受けた。しかし、国禁を犯す者として追われ、1869年（明治2年）に当地に来たが1872年に仙台と函館で起こった教会弾圧により捕捉された。2年間の獄舎暮らしの後は東京でニコライに師事した後、再び当地に戻り、仮会堂を建てて布教活動を始めた。しかし、人々の迫害を受けることも多く、1879年には消防の人々の乱入で仮会堂が破壊された。篤礼はそれでも信仰心を失わず、1891年には甥・川股松太郎宅を仮祈祷所として信者を導くようになった。鐘楼の高さ17メートルを誇る現在の聖使徒イオアン聖堂は、1934年（昭和9年）に川股の信仰心より、自宅の敷地を提供して献堂された。1980年には集会所としてイアコフ会館が建てられた。

## 文化財
2007年（平成19年）6月29日、聖使徒イオアン聖堂が栗原市から有形文化財に指定された。

## 現地情報

### 所在地
- 宮城県栗原市金成上町西裏60-1

### アクセス
- 東北自動車道若柳金成インターチェンジから車で5分

### 周辺情報
- 金成小学校校舎 – 宮城県指定有形文化財
- 日枝神社 (栗原市)